# ベルジャヤ航空
ベルジャヤ航空（Berjaya Air）はマレーシアの航空会社。

## 概要
1989年にパシフィック・エア・チャーター社として設立され就航した。後に大手財閥ベルジャヤ・グループ傘下となり社名変更した。マレーシア国内リゾート地への定期便及びチャーター便に加え、シンガポールへの国際線の運航を行っていた。2015年、定期便の運航を終了し、チャーター便の取次、航空機メンテナンス、地上サービスを提供する会社となった。

## 機材
- ATR 42-500 : 1機

2023年6月、ATR 72-600（30席、ATR Highline）2機の発注契約をした。

## 路線
下記の路線を中心に、チャーター便のみ運行している。
- クアラルンプール/スバン - ルダン島（英語版）
- クアラ・トレンガヌ  - ルダン島（英語版）